# One of My Turns
One of My Turns ist ein Titel der britischen Rockband Pink Floyd aus dem 1979 veröffentlichten Konzeptalbum The Wall. Außerdem wurde das Lied als B-Seite von Another Brick in the Wall veröffentlicht.

## Inhalt
Wie alle anderen Lieder aus The Wall erzählt One of My Turns einen Teil der Geschichte des Protagonisten Pink, der zu seinem Schutz vor emotionalen Einflüssen eine imaginäre Mauer errichtet.
Hier lädt Pink, nachdem er in Young Lust vom Ehebruch seiner Frau erfahren hat, ein Groupie (gesprochen von Trudy Young) in sein Hotelzimmer ein. Sie versucht zunächst, seine Aufmerksamkeit zu erlangen, jedoch erfolglos, da er all ihre Fragen ignoriert und stattdessen fernsieht.
Als Pink anfängt zu singen, erzählt er von seinen inneren Gefühlen. Gegen Ende produziert er schließlich einen Wutausbruch und zerstört sein Hotelzimmer, worauf die junge Frau wegrennt.

## Musik
Während des Anfangsdialogs wird ein Synthesizer von Wright gespielt. Als Waters anfängt, zu singen, wird eine relativ ruhige Melodie gespielt, die sich, als Pinks Wutausbruch in der zweiten Hälfte beginnt, in eine aggressive Melodie in Richtung Hard Rock verwandelt.

## Film
Der Groupie wird hier von Jenny Wright gespielt, die hier nahezu den gleichen Monolog wie Young spricht. Erst spricht die junge Frau vergeblich auf Pink ein. Als sie fragt, ob es ihm gut geht, verliert Pink die Beherrschung und fängt an, das Hotelzimmer zu zerstören und Sachen nach dem Groupie zu werfen, worauf diese wegrennt. Am Ende ist zu sehen, wie Pink seine Hand aufschneidet und den Fernseher aus dem Fenster wirft.

## Besetzung
- Roger Waters – Gesang, E-Bass
- David Gilmour – Gitarre
- Nick Mason – Schlagzeug, Percussion
- Richard Wright – Synthesizer